# 埃里克·彼得森
埃里克·彼得森（丹麥語：Erik Petersen，1939年9月23日—），丹麦男子赛艇运动员。他曾代表丹麦参加1964年夏季奥林匹克运动会赛艇比赛，获得男子四人单桨无舵手金牌。